# گلوکوسربروزید

گلوکز

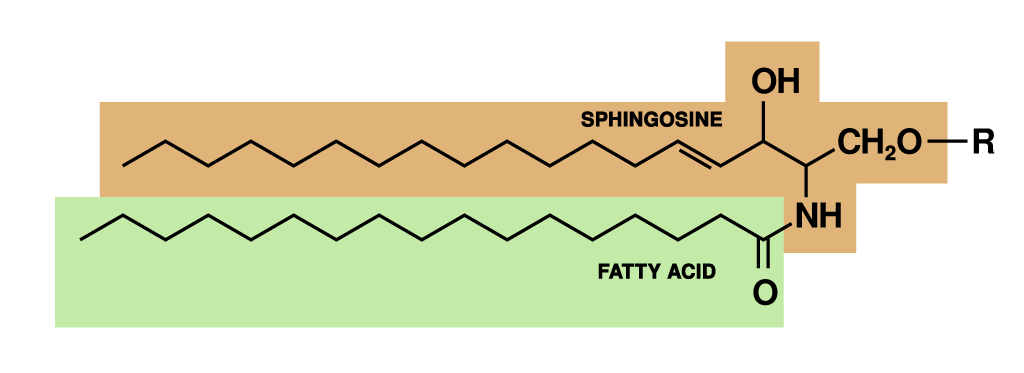
اسفنگولیپید

گلوکوسربروزید (انگلیسی: Glucocerebroside) که با نام گلوکوزیل‌سرامید هم شناخته می‌شود، به هرنوع سربروسیدی گفته می‌شود که مولکول رأسی تک‌قندی آن، گلوکز باشد.
این ماده بیشتر در بافت‌های غیر عصبی بدن دیده می‌شود و طی بیماری گوشه (که آنزیم گلوکوسربروزیداز در آن وجود ندارد یا شدیداً کاهش یافته‌است) به وجود می‌آید. پژوهشگران همچنین مشغول مطالعه نقش گلوکوسربروزیدها در سرطان هستند.
در بیماری گوشه، آنزیم گلوکوسربروزیداز غیرفعال است و نمی‌تواند گلوکوسربروزیداز را در لیزوزوم به گلوکز و سرامید تجزیه کند. ماکروفاژهای آسیب‌دیده، که سلول‌های گوشه نامیده می‌شوند، در زیر میکروسکوپ نوری ظاهری متمایز شبیه به «دستمال‌کاغذی چروکیده» دارند، زیرا سوبستراها در داخل لیزوزوم تجمع می‌یابند.
در سال ۲۰۱۹، تحقیقات انجام شده توسط لی و همکارانش نشان می‌دهد که گلوکوسربروزیدها با کاهش فعالیت فاکتور رونویسی Runx2، تشکیل رگ‌های خونی جدید (آنژیوژنز) را مختل می‌کنند، که منجر به تولید کمتر فاکتور رشد اندوتلیال عروقی می‌شود.